# Абу Дахбаль аль-Джумахи
Абу Да́хбаль аль-Джу́махи (араб. أبو دهبل وهب بن زمعة الجمحي‎; около 640 — после 715) — арабский поэт, живший в Мекке.
Происходил из знатного рода. На стороне противников Омейядов принимал участие в междоусобной войне в Арабском халифате.
Являлся автором хвалебных од и элегий политического содержания, но более известен как лирический поэт. Его короткие стихотворения просты и изящны, полны глубокого чувства. Главная их тема — любовь со всеми её перипетиями. Его поэзия получила высокую оценку как средневековых арабских литераторов, так и современных исследователей.